# Dyson Racing
Pour les articles homonymes, voir Dyson (homonymie).

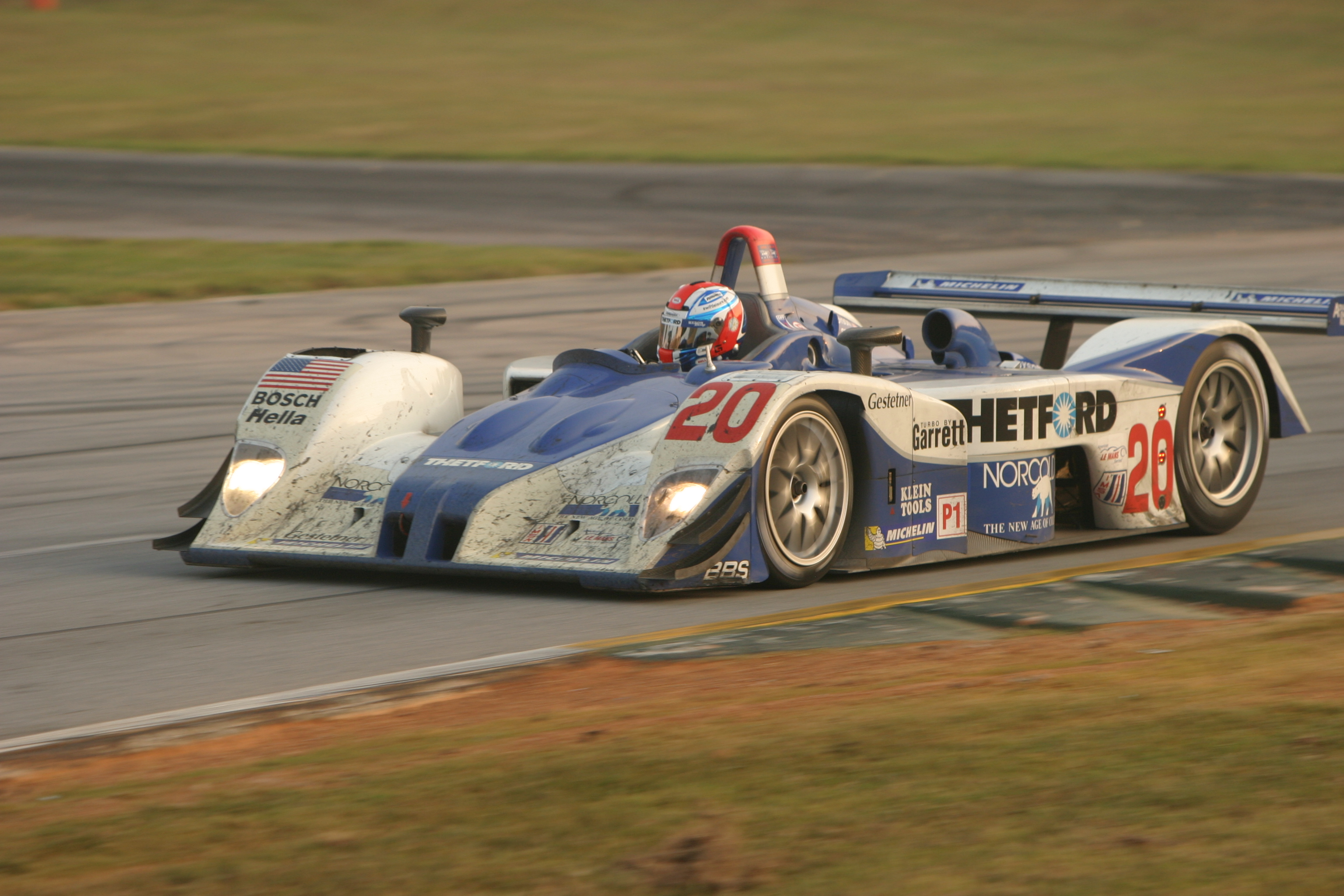
La Lola EX257/AER au Petit Le Mans 2005

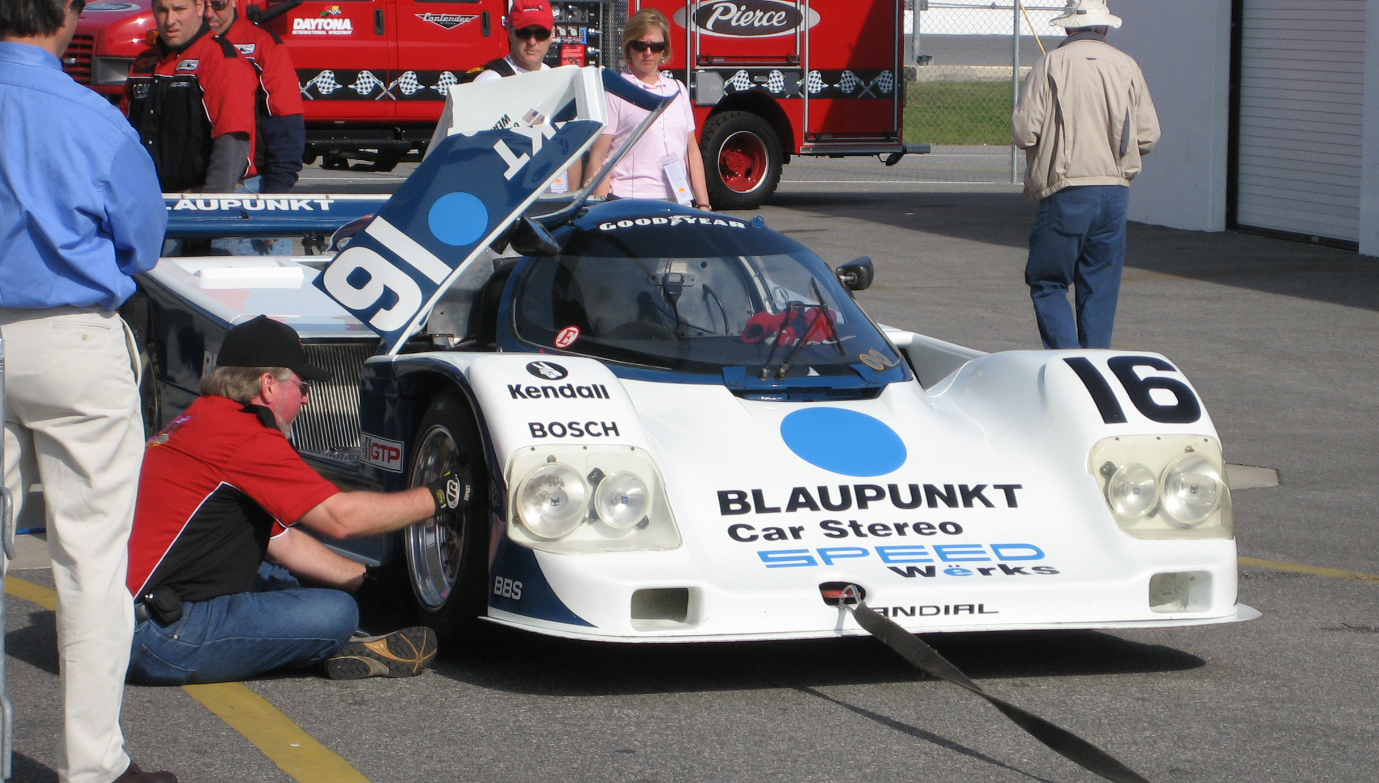
La Porsche 962 aux 24 Heures de Daytona 2007

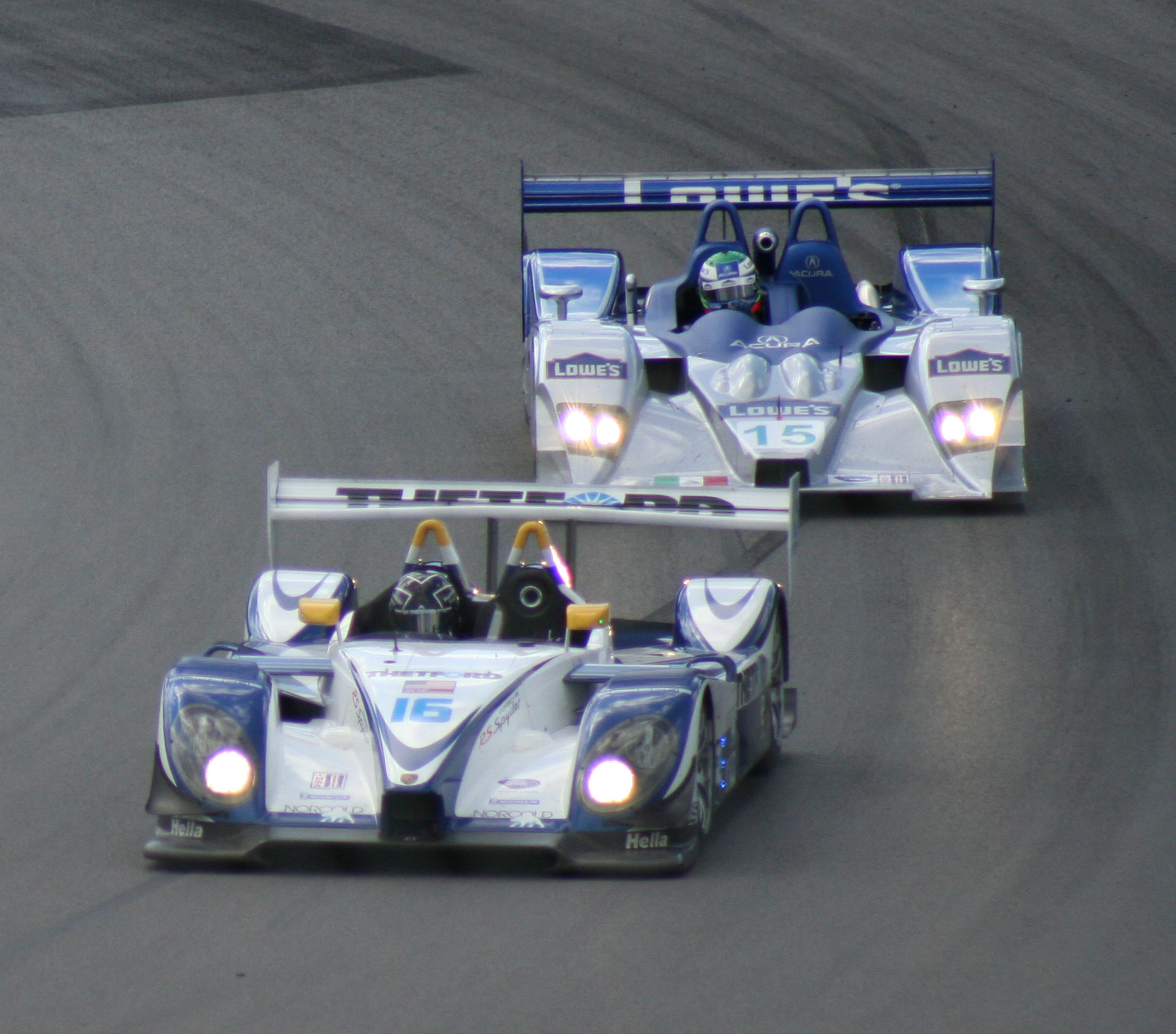
La Porsche RS Spyder devant la Lola B06/43 du Fernández Racing en 2007

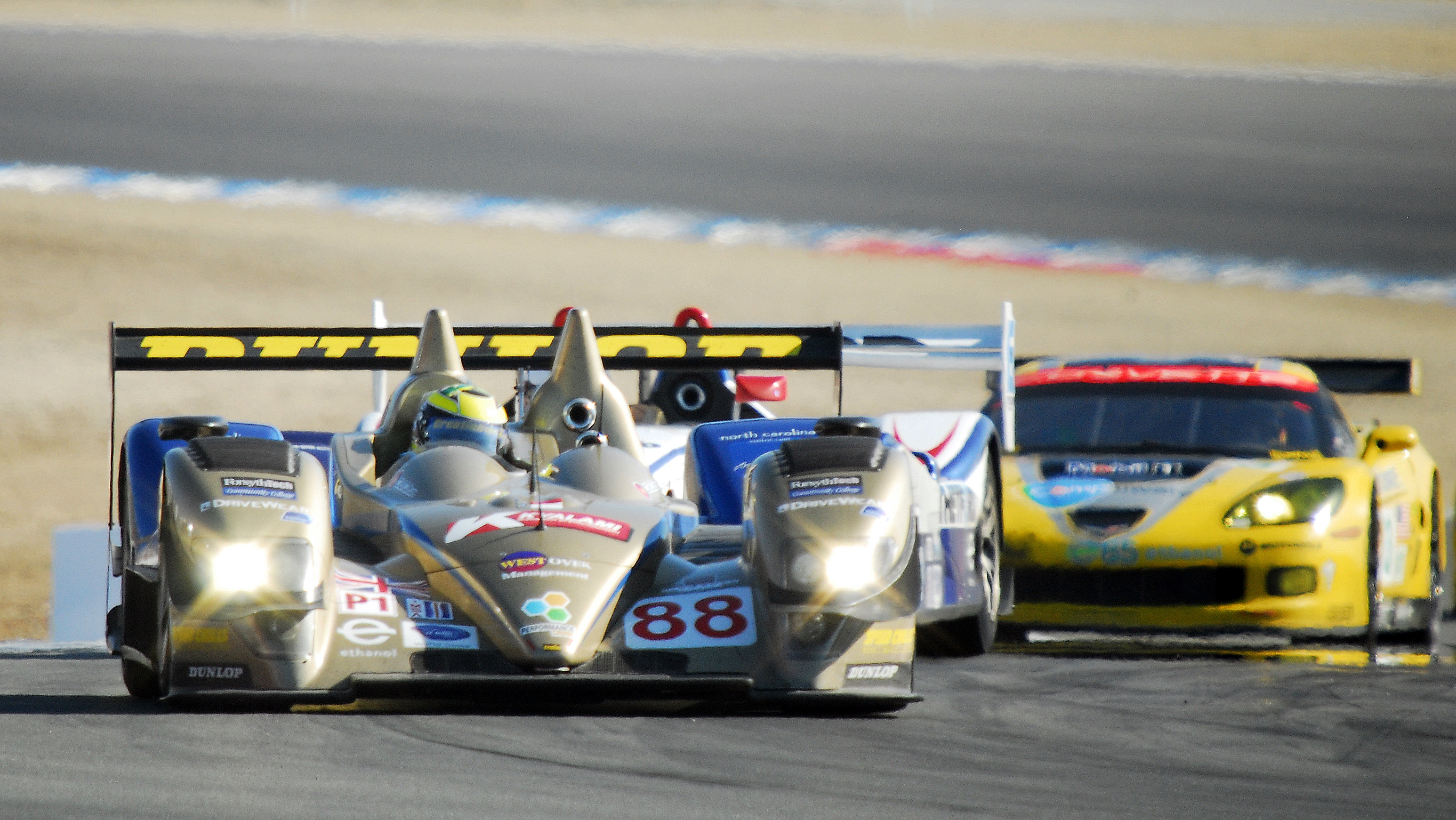
La Creation CA07 à Laguna Seca en 2008

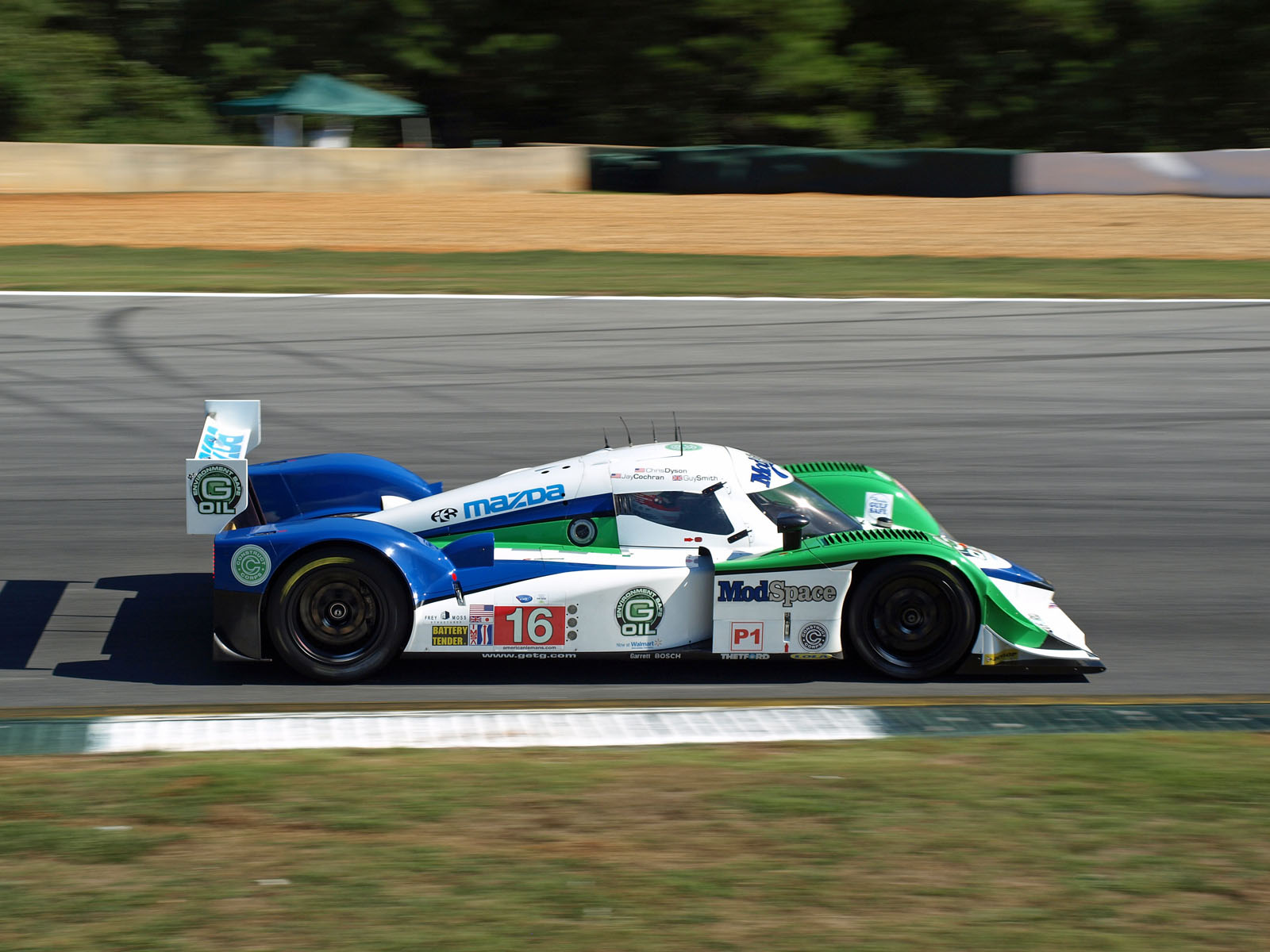
La Lola B09/86 au Petit Le Mans en 2011

Le Dyson Racing est une écurie américaine de sport automobile basée à Poughkeepsie (New York), États-Unis. Elle a été fondée en 1974 Rob Dyson qui a pris depuis du recul pour laisser son fils Chris Dyson en avant.
Les principales victoires sont des victoires aux 24 Heures de Daytona en 1997 et 1999 ou des victoires de prestige dans le Championnat IMSA GT puis les American Le Mans Series.

## Historique
Rob Dyson débute en course automobile en championnat SCCA en 1974 et gagne sa première course au volant d'une Datsun 510. Après plusieurs saisons en championnat IMSA GTO et GTP, l'écurie se teste en Champ Car en 1989 sans résultat et revient en course de voitures de sport l'année suivante.
C'est avec une Porsche 962 que le Dyson Racing revient en 1990 en championnat IMSA GTP mais sans grande réussite et l'écurie tente de nouveau une expérience en monoplace en 1993 en Indy Lights avec James Weaver.
L'histoire commence pleinement en Championnat IMSA GT à partir de 1994 avec une Spice à moteur Ferrari. Dès l'année suivante, l'écurie remporte plusieurs courses avec une Riley & Scott à moteur Ford et James Weaver se classe deuxième du championnat à deux points du premier. L'année 1997, commença avec une victoire aux 24 Heures de Daytona et se termina avec une première place dans les deux classements pilote et écurie. Butch Leitzinger renouvelle sa première place en 1998 et l'écurie gagne une seconde fois les 24 Heures de Daytona en 1999.
Le Dyson Racing devient une des premières écurie à participer au Rolex Sports Car Series en 2000 et remporte les deux premiers classements pilote avec James Weaver et les trois premiers classements par équipe. L'écurie débute alors en American Le Mans Series et gagne la catégorie LMP675 en 2003.
En 2009, l'équipe est constituée de deux voitures, des Lola B09/86 à moteur Mazda MZR-R. Elle se classe à la seconde place de la catégorie LMP2 des American Le Mans Series 2009 et gagne la catégorie au Petit Le Mans. Cette victoire aurait dû permettre à l'écurie d'être invitée au 24 Heures du Mans 2010 mais l'aileron arrière utilisé par la voiture n'étant pas autorisé par l'Automobile Club de l'Ouest, l'écurie n'a pas reçu l'invitation automatique que son classement lui permettait d'espérer. Ce n'est que deux ans plus tard que l'écurie reçoit sa première invitation officielle pour les 24 Heures du Mans 2012.
Deux mois avant les 24 Heures du Mans, n’ayant pas réussi à réunir le budget nécessaire, Dyson Racing décide de ne pas engager ses deux Lola-Mazda dans la Sarthe et préfère se concentrer sur l’ALMS afin de tenter de décrocher un deuxième titre d’affilée.
En avril 2014, l'équipe annonce l'engagement de deux Bentley Continental GT3 pour le seconde partie de saison du Pirelli World Challenge. Après deux saisons passées avec Bentley, la collaboration prend fin.

## Palmarès
- 24 Heures de Daytona
  - Vainqueur en 1997 et 1999

- 6 Heures de Watkins Glen
  - Vainqueur en 1987, 1995, 1997, 2000 et 2002

- Championnat IMSA GT
  - Vainqueur du classement pilote avec Butch Leitzinger en 1997 et 1998
  - Vainqueur en 1997

- United States Road Racing Championship
  - Vainqueur du classement pilote avec James Weaver en 1998 puis Elliott Forbes-Robinson et Butch Leitzinger en 1999
  - Vainqueur du classement par équipes en 1998 et 1999

- Rolex Sports Car Series
  - Vainqueur du classement pilote avec James Weaver en 2000 et 2001
  - Vainqueur du classement par équipes en 2000, 2001 et 2002

- American Le Mans Series
  - Champion en 2011 avec Chris Dyson et Guy Smith
  - Vainqueur du classement pilote en 1999 avec Elliott Forbes-Robinson
  - Vainqueur du classement pilote de la catégorie LMP675 en 2003 avec Chris Dyson
  - Vainqueur du classement par équipes de la catégorie LMP675 en 2003